# پاول کوهوت
پاول کوهوت (زادهٔ ۲۰ ژوئیهٔ ۱۹۲۸) رمان‌نویس، نمایشنامه‌نویس و شاعر چک و مقیم اتریش است. او یکی از اعضای حزب کمونیست چکسلواکی، یکی از شرکت‌کنندگان فعال در دوره بهار پراگ و از مخالفان حزب کمونیست در دهه ۱۹۷۰ بود و تا فروپاشی بلوک شرق اجازه بازگشت از اتریش به چک، به او داده نشد. او یکی از امضاءکنندگان منشور ۷۷ بود.

## زندگی‌نامه
او تا بعد از فارغ‌التحصیلی از دبیرستان در سال ۱۹۴۷ و بعد دریافت مدرک هنر و زیبایی‌شناسی از دانشگاه چارلز در سال ۱۹۵۲، هنوز یک کمونیست وفادار بود. او سپس به عضویت کمیته مرکزی اتحادیه جوانان چکسلواکی درآمد و تا سال ۱۹۶۰ به فعالیت پرداخت. در طی این دوره بود که شروع به نوشتن نمایشنامه و شعر کرد. او همچنین عضو اتحادیه نویسندگان بود.
در سال ۱۹۵۶ به مدت کوتاهی به عنوان گزارشگر و مفسر در تلویزیون چکسلواکی مشغول به کار شد. از سال ۱۹۶۳ تا ۱۹۶۶، در تئاتر وینورادی به عنوان نمایش‌پرداز به فعالیت پرداخت. در آنجا، او جذب جنبش اصلاحات شد و به خاطر تردیدهایی در باب گرایش سیاسی-فرهنگی او، از اتحادیه نویسندگان استعفا داد. در سال ۱۹۶۷، در پی قرائت عمومی نامه اعتراض آلکساندر سولژنیتسین به اتحادیه نویسندگان شوروی، او و چند نویسنده برجسته تحت اقدام کیفری قرار گرفتند.
به خاطر اینکه او و سایر فعالان تئاتر که مخالف حکومت بودند، از فعالیت در بخش تئاتر رسمی منع شده بودند او یک گروه تئاتر به نام لیوینگ روم، با بازیگران پاول لاندوسکی، ولاستا خراموستووا، ولاستیمیل ترژشنیاک و دخترش برای اجرای مخفیانه یک نمایش با اقتباس از نمایشنامه مکبث اثر ویلیام شکسپیر در پراگ، تشکیل داد. نمایشنامه‌نویس چک اهل بریتانیا، تام استاپارد نمایشنامه هملت داگ، مکبث کاهوت خود را، با الهام‌گیری از این رویدادها نوشته است.
در سال ۱۹۶۸، او به یکی از برجسته‌ترین شخصیت‌ها در رویداد بهار پراگ تبدیل شد. در سال بعد از حزب کمونیست اخراج شد و آثارش تحت سانسور شدید قرار گرفت. درسال ۱۹۷۸، او و سومین همسرش اجازه یافتند تا به اتریش سفر کنند که در آنجا با بورگ‌تئاتر قرارداد داشت. در حالی که در اتریش بودند، تابعیت چکسلواکی آنها باطل شد و قادر به بازگشت نبودند. در سال ۱۹۸۰، آنها تابعیت اتریش را کسب کردند و در شهر وین اقامت گزیدند. در اتریش به فعالیت خود در امر نویسندگی ادامه داد و جایزه آکادمی والدویرتل اتریش را دریافت کرد. بعد از فروپاشی دولت کمونیست، آنها اغلب به پراگ می‌روند و دوران زندگی خود را مدتی در اتریش و مدتی در سازاوا جمهوری چک، می‌گذرانند.

## آثار
از برجسته‌ترین نمایشنامه‌های او درام قاتل فقیر است که در سال ۱۹۷۶، در سالن تئاتر اثل بریمور برادوی اجرا شد. این نمایش اقتباسی از داستان کوتاه «فکر» (Thought) اثر لئونید آندریف است.

## افتخارات و جوایز
- جایزه ادبی فرانتس تئودور تسکوور ۱۹۶۹
- جایزه دولتی اتریش برای ادبیات اروپا ۱۹۷۷
- جایزه جام برهان ۱۹۹۷ (به آلمانی: Das Glas der Vernunft) (جام برهان) (جایزه شهروندی کاسل)
- صلیب افتخار اتریش برای علم و هنر، درجه یک ۱۹۹۹[۵]
- صلیب شایستگی جمهوری فدرال آلمان ۲۰۰۲
- مدال افتخاری شهر وین پایتخت اتریش ۲۰۰۴